# تيم باترسون
تيم باترسون هو جيولوجي كندي، ولد في القرن العشرين في سانت استيفان، نيو برونزويك ‏ في كندا.